# Myrmoborus
Myrmoborus – rodzaj ptaków z podrodziny chronek (Thamnophilinae) w rodzinie chronkowatych (Thamnophilidae).

## Zasięg występowania
Rodzaj obejmuje gatunki występujące w Amazonii.

## Morfologia
Długość ciała 12–14,5 cm; masa ciała 16–31 g.

## Systematyka

### Etymologia
Myrmoborus: gr. μυρμος murmos „mrówka”; -βορος -boros „pochłaniać, pożerać”, od βιβρωσκω bibrōskō „zjeść”.

### Podział systematyczny
Do rodzaju należą następujące gatunki:
- Myrmoborus melanurus (P.L. Sclater & Salvin, 1866) – czarnoliczek ciemnobrzuchy
- Myrmoborus lophotes (Hellmayr & von Seilern, 1914) – czarnoliczek czubaty
- Myrmoborus lugubris (Cabanis, 1847) – czarnoliczek żałobny
- Myrmoborus leucophrys (von Tschudi, 1844) – czarnoliczek białobrewy
- Myrmoborus myotherinus (von Spix, 1825) – czarnoliczek białobrzuchy